# Khirbet Humsa al-Fawqa
Khirbet Humsa al-Fawqa, en arabe : خربة حمصة الفوقا, Khirbet Humsa ou al-Humsa, est un village du gouvernorat de Tubas en Palestine, situé au nord-est de la Cisjordanie.
Selon le recensement du bureau central palestinien des statistiques, la localité compte une population de 130 habitants en 2017.